# Thrasyderes
Thrasyderes is een geslacht van rechtvleugeligen uit de familie Romaleidae. De wetenschappelijke naam van dit geslacht is voor het eerst geldig gepubliceerd in 1881 door Bolívar.

## Soorten
Het geslacht Thrasyderes  is monotypisch en omvat slechts de volgende soort:
- Thrasyderes leprosus (Bolívar, 1881)